# Nhà thờ Chúa Ba Ngôi ở Janov
Nhà thờ Chúa Ba Ngôi ở Janov (tiếng Séc: Kostel Nejsvětější Trojice v obci Janov) là một nhà thờ giáo xứ Công giáo La Mã thuộc tổng giáo phận Ostrava-Opava, tọa lạc tại thị trấn Janov, huyện Bruntál, vùng Moravskoslezský, Cộng hòa Séc. Thánh đường này có tên trong danh sách các di tích văn hóa của Cộng hòa Séc.

## Lịch sử
Khu dân cư Janov được đề cập lần đầu tiên qua các văn bản lịch sử vào năm 1267. Trong giai đoạn 1780 - 1783, nhà thờ Chúa Ba Ngôi ở Janov được xây dựng theo phong cách kiến trúc Baroque phía trên một ngọn đồi. Tác giả công trình này là bậc thầy xây dựng M. Clement. Công việc trùng tu nhà thờ diễn ra vào năm 1916.
Nhà thờ Chúa Ba Ngôi ở Janov là nhà thờ giáo xứ thuộc quyền quản lý của giáo hạt Krnov (giáo hạt thuộc tổng giáo phận Ostrava-Opava).

## Kiến trúc
Nhà thờ Chúa Ba Ngôi ở Janov mang phong cách kiến trúc Baroque nổi bật với một tòa tháp chuông hoành tráng ở mặt tiền. Trên tòa tháp có một mặt đồng hồ màu đen. Ngoài ra, mặt tiền nhà thờ cũng được trang trí dựa theo hình ảnh cây thánh giá. Lối vào chính và các cửa sổ xếp ngay hàng dọc theo thân tháp chuông, có phần vòm hình bán nguyệt.